# 블리츠웨이스튜디오
블리츠웨이스튜디오(Blitzway Studios Co. Ltd.)는 대한민국의 피규어(조형물) 및 방송프로그램 제작기업이다. 본사는 서울특별시 영등포구 국회대로 638, 블리츠웨이 사옥에 위치해 있으며 대표이사는 최승원, 이승우이다. 2024년 블리츠웨이에서 현재의 사명으로 변경하였다.
 배용준이 투자한 회사로 대신밸런스제9호스팩과 합병 방식으로 코스닥 시장에 상장하였다

## 같이 보기
- 배용준
- 피규어